# Euherdmania rodei
Euherdmania rodei är en sjöpungsart som beskrevs av Peres 1949. Euherdmania rodei ingår i släktet Euherdmania och familjen Euherdmanniidae. Inga underarter finns listade i Catalogue of Life.